# Dryopteris barbigera
Dryopteris barbigera là một loài thực vật có mạch trong họ Dryopteridaceae. Loài này được (T. Moore ex Hook.) Kuntze miêu tả khoa học đầu tiên năm 1891.